# Jerzy Wiechecki

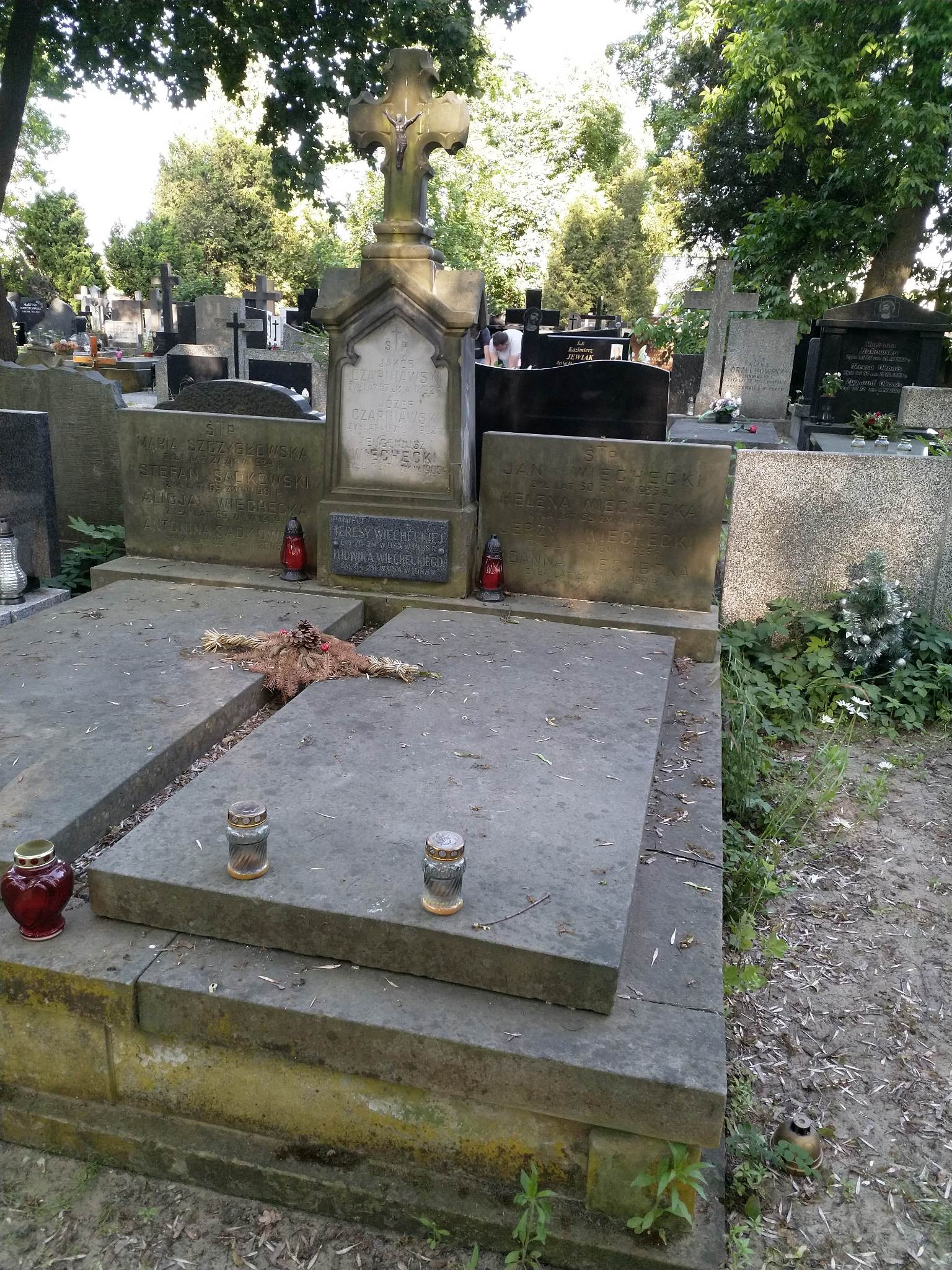
Grób Jerzego Wiecheckiego

Jerzy Wiechecki (ur. 10 lutego 1918 w Warszawie, zm. 24 grudnia 1996) – polski dziennikarz i dyplomata, stały przedstawiciel przy UNESCO w Paryżu (1955–1956), ambasador w Tunezji (1967–1969) oraz Zairze (1976–1979).

## Życiorys
Syn Teodora. Pochodził z rodziny inteligenckiej. Przed 1939 angażował się w lewicowych ruchach studenckich i młodzieżowych. Podczas II wojny światowej był aktywny w podziemnym ruchu komunistycznym. Jako żołnierz Armii Krajowej brał udział w powstaniu warszawskim w stopniu strzelca z cenzusem, używał pseudonimu „Jur”.
Po wojnie publikował w „Młodej Demokracji”. Był członkiem Stowarzyszenia Dziennikarzy Polskich. W 1950 uzyskał na Uniwersytecie Warszawskim tytuł magistra ekonomii.
W 1946 rozpoczął pracę w Ministerstwie Spraw Zagranicznych (MSZ). Pełnił funkcję I sekretarza w ambasadzie w Brukseli oraz radcy w ambasadzie w Paryżu, jednocześnie stałego przedstawiciela przy UNESCO (1955–1956). Po powrocie zastępca dyrektora departamentu w MSZ. Od 14 października 1967 do 1969 był ambasadorem w Tunezji. Po powrocie doradca ministra spraw zagraniczny. W latach 1976–1979 pracował na stanowisku ambasadora w Zairze, akredytowanego także w Republice Środkowoafrykańskiej oraz Kongu.
Pochowany na cmentarzu Bródnowskim w Warszawie.

## Odznaczenia
- 1946 – Brązowy Krzyż Zasługi „za gorliwą i wydajną pracę”[9]
- 1955 – Medal 10-lecia Polski Ludowej[4]
- Order Odrodzenia Polski[3]
- Warszawski Krzyż Powstańczy[3]
- Order Narodowy Zasługi, Francja[3]

## Publikacje książkowe
- Jerzy Wiechecki: Tunezja. Warszawa: Centrum Informacji Naukowej, Technicznej i Ekonomicznej, 1973, s. 82. OCLC 838909690.